# مارتن فيزكارا
مارتن ألبرتو فيزكارا كورنيخو (بالإسبانية: Martín Alberto Vizcarra Cornejo)؛ (مواليد 22 مارس 1963) مهندس وسياسي بيروفي شغل منصب رئيس بيرو من عام 2018 حتى عام 2020. شغل فيزكارا سابقًا منصب حاكم إقليم موكيغوا (2011-2014) والنائب الأول لرئيس بيرو (2016-2018) ووزير النقل والاتصالات في بيرو (2016-2017) وسفير بيرو في كندا (2017-2018) خلال رئاسة بيدرو بابلو كوشينسكي.
في الانتخابات العامة لعام 2016، خاض فيزكارا الانتخابات الرئاسية لصالح حزب البيروفيين من أجل التغيير كمرشح عن بيدرو بابلو كوشينسكي لمنصب النائب الأول للرئيس، متغلبًا بفارق ضئيل على مرشح القوة الشعبية كيكو فوجيموري. في 23 مارس عام 2018، أدى فيزكارا اليمين الدستورية كرئيس لبيرو بعد استقالة الرئيس كوشينسكي. وطوال فترة ولايته، ظل فيزكارا مستقلًا عن الأحزاب السياسية، بل عمل على تعزيز الإصلاحات ضد الفساد في السلطتين التشريعية والقضائية وتعهد بعدم الترشح للرئاسة عندما تنتهي ولايته في عام 2021. خلال انتشار جائحة فيروس كورونا في بيرو، أصدر فيزكارا أوامر بالبقاء في المنزل وتقديم أموال الإغاثة، لكن عدم المساواة والاكتظاظ والاقتصاد غير الرسمي الملحوظ أدى إلى تفاقم انتشار الوباء. ونتيجةً لذلك، انخفض الناتج المحلي الإجمالي لبيرو بنسبة ثلاثين في المائة، ما زاد الضغط السياسي على حكومة فيزكارا.
في 30 سبتمبر عام 2019، على إثر وصفه الحالة بأنها «إنكار واقعي للثقة» ضد حكومته، حلّ فيزكارا الكونغرس البيروفي وأصدر مرسومًا بإجراء انتخابات تشريعية. سبب هذا ببداية الأزمة الدستورية لعام 2019 التي حاول فيها الكونغرس عزله لكن دون جدوى، ما أسفر عن استقالة النائب الثاني للرئيس مرسيدس أراوز. أجريت الانتخابات المبكرة للمؤتمر الجديد في 26 يناير من عام 2020، مع انتخاب المجلس التشريعي ليصبح بقيادة المعارضة مرة أخرى. في سبتمبر عام 2020، بدأ الكونغرس بإجراءات العزل ضد فيزكارا على أساس «العجز الأخلاقي»، متهمًا إياه باستغلال النفوذ بعد أن أصدر أحد المشرعين المعارضين تسجيلات صوتية فاضحة، لكن لم تنجح الخطة بالحصول على أصوات كافية لإقالته من منصبه.
في 9 نوفمبر عام 2020، حاول الكونغرس البيروفي فيزكارا للمرة الثانية بعد أن أعلن أنه «غير كفء أخلاقيًا» لعزله من منصبه. خلفه رئيس الكونغرس وزعيم المعارضة مانويل ميرينو كرئيس لبيرو في اليوم التالي. أثارت مساءلة فيزكارا احتجاجات في الشوارع، حيث اعتقدت الغالبية العظمى من البيروفيين والمحللين السياسيين أن المساءلة لا أساس لها من الصحة إذ وصفتها العديد من وسائل الإعلام البيروفية بأنها «انقلاب». استقال الرئيس ميرينو بعد ستة أيام من منصبه بعد مقتل اثنين من المتظاهرين على يد الشرطة.
في 16 أبريل عام 2021، مُنع الرئيس السابق فيزكارا من تولي أي منصب عام لمدة 10 سنوات بتصويت 86-0 من أعضاء الكونغرس، وذلك بعد الزعم بأنه قد تجاوز دوره للحصول على لقاح كورونا في جدل أثارته فضيحة فاكوجاتي.

## مهنته في السياسة

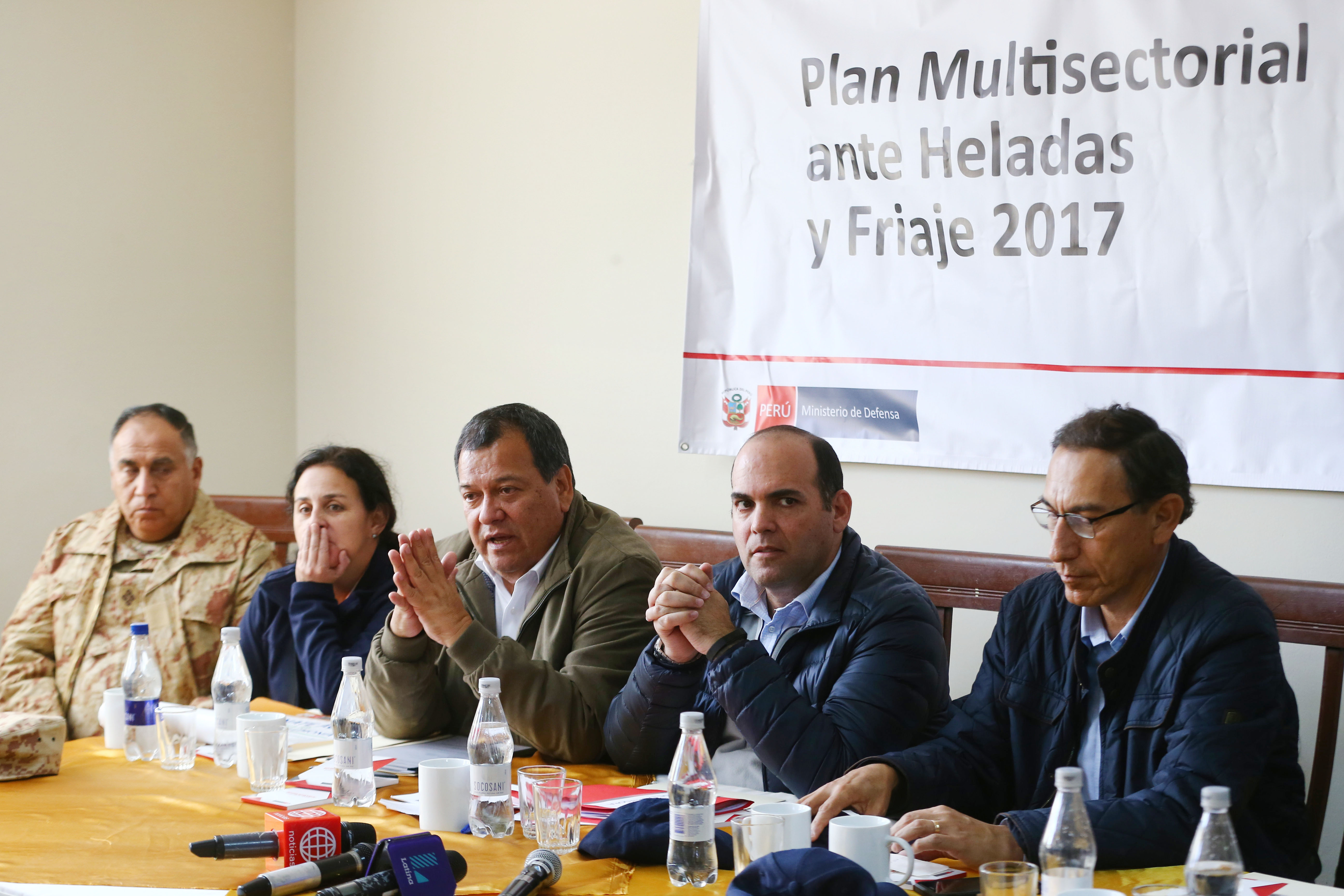
اجتماع نائب رئيس الجمهورية، ورئيس مجلس الوزراء، ووزير الدفاع مع رؤساء بلديات مقاطعة سانشيز سيرو.

### حاكم موكيغوا
بدأت طموحاته السياسية في منطقة موكيغوا حيث ترشح كمستقل تابع لحزب التحالف الثوري الشعبي الأمريكي (إيه بي آر إيه) لمنصب الحاكم في عام 2006، لكنه خسر الانتخابات بفارق ضئيل. في عام 2008، قاد فيزكارا الاحتجاجات المعروفة باسم «موكيجوازو» الخاصة بمدفوعات التعدين غير المتكافئة للمجتمع. سافر إلى ليما للتوسط في الأزمة موضحًا قضية الدفع لمجلس الوزراء البيروفي الذي وافق على إجراء التغييرات اللازمة على القوانين المتعلقة بهذه القضية. ألهم هذا الحدث المزيد من طموحات فيزكارا السياسية.
في الانتخابات الإقليمية لعام 2010، انتُخب فيزكارا حاكمًا على موكيغوا وشغل هذا المنصب في الفترة من 1 يناير عام 2011 حتى 31 ديسمبر عام 2014. خلال فترة ولايته، تحسنت المؤشرات الاجتماعية في حين تجنب قضايا الفساد، وهو إنجاز وصفته صحيفة واشنطن بوست بأنه «أحد النماذج النادرة» في بيرو. عمل على فك نزاع آخر بين شركة التعدين الأنجلو أمريكية والمقيمين القلقين بشأن التلوث المحتمل لمياه الشرب من خلال منجم نحاس مقترح، إذ لعب دورًا رئيسيًا في تسوية النزاع. شغل فيزكارا منصب الحاكم حتى نهاية عام 2014.

### نائب الرئيس (2016 – 2018)
انتُخب فيزكارا لمنصب النائب الأول لرئيس بيرو في الانتخابات العامة لعام 2016، إلى جانب بيدرو بابلو كوشينسكي من حزب البيروفيين من أجل التغيير. بعد فترة وجيزة من انتخابه، تم تكليفه أيضًا بالعمل كوزير للنقل والاتصالات.

#### وزير النقل والاتصالات (2016-2017)
بصفته وزيرًا للنقل والاتصالات، عمل فيزكارا لمدة عام تقريبًا في هذا المنصب. خلال سلسلة فيضانات بيرو عام 2017 والتي دمرت معظم أنحاء بيرو، تم تكليفه بإدارة الأزمة.
مع مزاعم الرشوة والبيروقراطية في بناء مطار تشينشيرو الدولي في كوسكو، ألغى فيزكارا العديد من العقود حتى اكتمال التحقيق من قِبَل مكتب المراقب المالي. بعد مواجهة شكاوى من قِبَل المعارضين السياسيين واستدعائه للإدلاء بشهادته لساعات حول المشروع في أثناء تكليفه بمهمة إعادة الإعمار في أعقاب الفيضانات التي أثرت على بيرو، استقال فيزكارا من منصبه كوزير. بعد فترة وجيزة من استقالته، أوصى المراقب المالي العام إدغار ألاركون باتخاذ إجراءات قانونية ضد عشرة مسؤولين متورطين في بناء المطار.
صرح المحللون أن أداء فيزكارا كوزير كان إيجابيًا بشكل عام، لكنه ابتلي بمضاعفات القوى السياسية لعائلة فوجيموري، المعروفة باسم فوجيموريستاس.

### سفير كندا (2017 - 2018)
بعد استقالته من الوزارة السابقة، تم تعيينه سفيرًا لبيرو في كندا، متجنبًا اهتمام الجمهور. عاد إلى بيرو فقط خلال إجراءات العزل الأولى ضد الرئيس كوشينسكي، ثم عاد إلى كندا بعد ذلك بوقت قصير.

## روابط خارجية
- مارتن فيزكارا على موقع الموسوعة البريطانية (الإنجليزية)
- مارتن فيزكارا على موقع مونزينجر (الألمانية)